# Lithocarpus blaoensis
Lithocarpus blaoensis là một loài thực vật có hoa trong họ Fagaceae. Loài này được (A.Camus) A.Camus mô tả khoa học đầu tiên năm 1935.